# Comissão Volcker

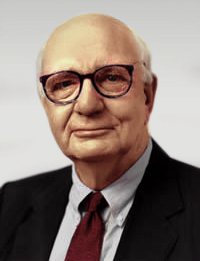
Paul Volcker

A Comissão Volcker (Paul Volcker Committee em inglês), foi uma Comissão de Inquérito Independente formada para investigar supostas corrupção e fraude no programa humanitário Petróleo por Alimentos das Nações Unidas.
A comissão foi constituída pelo Secretário-geral das Nações Unidas Kofi Annan em abril de 2004, em resposta a uma solicitação do Conselho de Segurança das Nações Unidas. Os três membros da comissão eram liderados pelo ex-presidente do Federal Reserve e diretor da United Nations Association of the United States of America, Paul Volcker. Os outros membros eram o juiz sul-africano Richard Goldstone e o professor de Direito criminal suíço Mark Pieth.
O relatório final da Comissão foi divulgado em outubro de 2005. 